# Les Étoiles restantes
Pour plus de détails, voir Fiche technique et Distribution.
Les Étoiles restantes est une comédie dramatique française réalisé par Loïc Paillard, sorti en 2016.

## Synopsis
Alexandre, trentenaire, tente après de longues études de rentrer dans la vie active et est toujours amoureux de son ex; Loris, son colocataire, refuse de sortir de leur appartement et écrit une « méthode universelle pour réussir sa vie »; Patrick, son père, décide d’arrêter sa chimiothérapie et de tenter les médecines douces; Manon est assistante sexuelle et accompagne Patrick dans sa fin de vie. Tous ces protagonistes tentent de mettre en application l'adage : la vie vaut d’être vécue.

## Fiche technique
- Réalisation : Loïc Paillard
- Scénario et dialogues : Loïc Paillard
- Décors : Magalie Balagué
- Montage : Maéva Dayras
- Son : Sylvain Teissier
- Montage son : Romain Nicolas - Le Phonarium
- Mixage : Erwan Quinio - Studio Bastille
- Musique : Laurent Parisi
- Musique additionnelle « Slam » : Julien Morin
- Production : Xavier Plèche et Loïc Paillard
- Direction de production : Juliette Barry
- Image : Loïc Paillard
- Etalonnage : Ghislan Rio - Studio Bastille
- Effets spéciaux : Théophile Rivière - Motion & Co
- Genre : comédie dramatique[1]
- Budget : 150 000 €[2]
- Pays d'origine :  France
- Langue originale : français
- Format : couleur - 2,35:1 (scope) - son 5.1
- Durée : 80 minutes
- Dates de sortie :
  - France : 9 juin 2016 (Festival du film de Cabourg) ; 7 mars 2018 (sortie nationale)

## Distribution
- Benoît Chauvin : Alexandre
- Camille Claris : Manon
- Jean Fornerod : Patrick (papa d'Alexandre)
- Sylvain Mossot : Loris (ami d'Alexandre)
- Maricia Soyer : Mathilde (la voisine)
- Zack Zublena : M. Beydon
- Clément de Dadelsen : le recruteur
- Étienne Beydon : le voyageur
- Ludovic Berthillot : l'épicier

## Distinctions
Champs-Élysées Film Festival :
- Prix du Public du long-métrage français
- Coup de Cœur de Titrafilm
- Nommé au Prix du Jury du Film Français Indépendant

## Production
Les Étoiles restantes est le premier long métrage de Loïc Paillard.